# 新潟県道209号山ノ相川内ヶ巻停車場線
新潟県道209号山ノ相川内ヶ巻停車場線（にいがたけんどう209ごう やまのあいかわうちがまきていしゃじょうせん）は、新潟県長岡市から同県小千谷市に至る一般県道である。

## 概要

### 路線データ
- 起点：新潟県長岡市川口田麦山字相原窪（新潟県道58号小千谷大和線・新潟県道178号山ノ相川下条停車場線交点）
- 終点：内ケ巻停車場（新潟県小千谷市大字川井字内ヶ巻）

## 通過する自治体
- 新潟県
  - 長岡市 - 小千谷市

## 接続する道路
- 新潟県道58号小千谷大和線・新潟県道178号山ノ相川下条停車場線（起点：長岡市川口田麦山字相原窪）
- 新潟県道197号向山越後川口停車場線（小千谷市大字川井字亀田）
- 新潟県道71号小千谷川口大和線（小千谷市大字川井字内ヶ巻地内（「内ケ巻駅」西方 - 「内ケ巻駅」前）で重複）
- （終点：小千谷市大字川井字内ヶ巻、「内ケ巻駅」前）

## 周辺
- JR飯山線 内ケ巻駅
- 信越工業 本社
- 信濃川

## その他
- 路線名の「山ノ相川」は、かつて起点付近に存在した山ノ相川集落に由来する。